# René Miranda
René Miranda Yubank (Liberia, 4 de mayo de 1996)  es un futbolista costarricense que se desempeña como defensa y actualmente milita en el Guadalupe Futbol Club de la Primera División de Costa Rica.

## Clubes
| Club                               | País       | Año          |
| ---------------------------------- | ---------- | ------------ |
| Generación Saprissa                | Costa Rica | 2014         |
| Municipal Liberia                  | Costa Rica | 2015-2017    |
| Club Sport Herediano               | Costa Rica | 2017-2018    |
| UCR Fútbol Club                    | Costa Rica | 2019         |
| La U Universitarios                | Costa Rica | 2019         |
| Asociación Deportiva Barrio México | Costa Rica | 2020         |
| Guadalupe Fútbol Club              | Costa Rica | 2020-2023    |
| PFA Antioquia                      | Costa Rica | 2023         |
| Guadalupe Fútbol Club              | Costa Rica | 2024-actual. |

## Palmarés

### Títulos nacionales
| Título                         | Club                  | País                      | Año                |
| ------------------------------ | --------------------- | ------------------------- | ------------------ |
| Segunda División de Costa Rica | Municipal Liberia     | Costa Rica                | 2015               |
| Primera División de Costa Rica | Club Sport Herediano  | Costa Rica                | 2017               |
| Primera División de Costa Rica | Club Sport Herediano  | Costa Rica                | 2018               |
| Liga Concacaf                  | Club Sport Herediano  | Centroamérica y el Caribe | Liga Concacaf 2018 |
| Segunda División de Costa Rica | Guadalupe Fútbol Club | Costa Rica                | 2025               |